# Rouffignac-Saint-Cernin-de-Reilhac
Rouffignac-Saint-Cernin-de-Reilhac är en kommun i departementet Dordogne i regionen Nouvelle-Aquitaine i sydvästra Frankrike. Kommunen ligger i kantonen Montignac som tillhör arrondissementet Sarlat-la-Canéda. År 2022 hade Rouffignac-Saint-Cernin-de-Reilhac 1 662 invånare.
I kommunen ligger Rouffignacgrottan som är känd för sina grottmålningar från äldre stenåldern.

## Befolkningsutveckling
Antalet invånare i kommunen Rouffignac-Saint-Cernin-de-Reilhac
Referens:INSEE